# Sannsundet

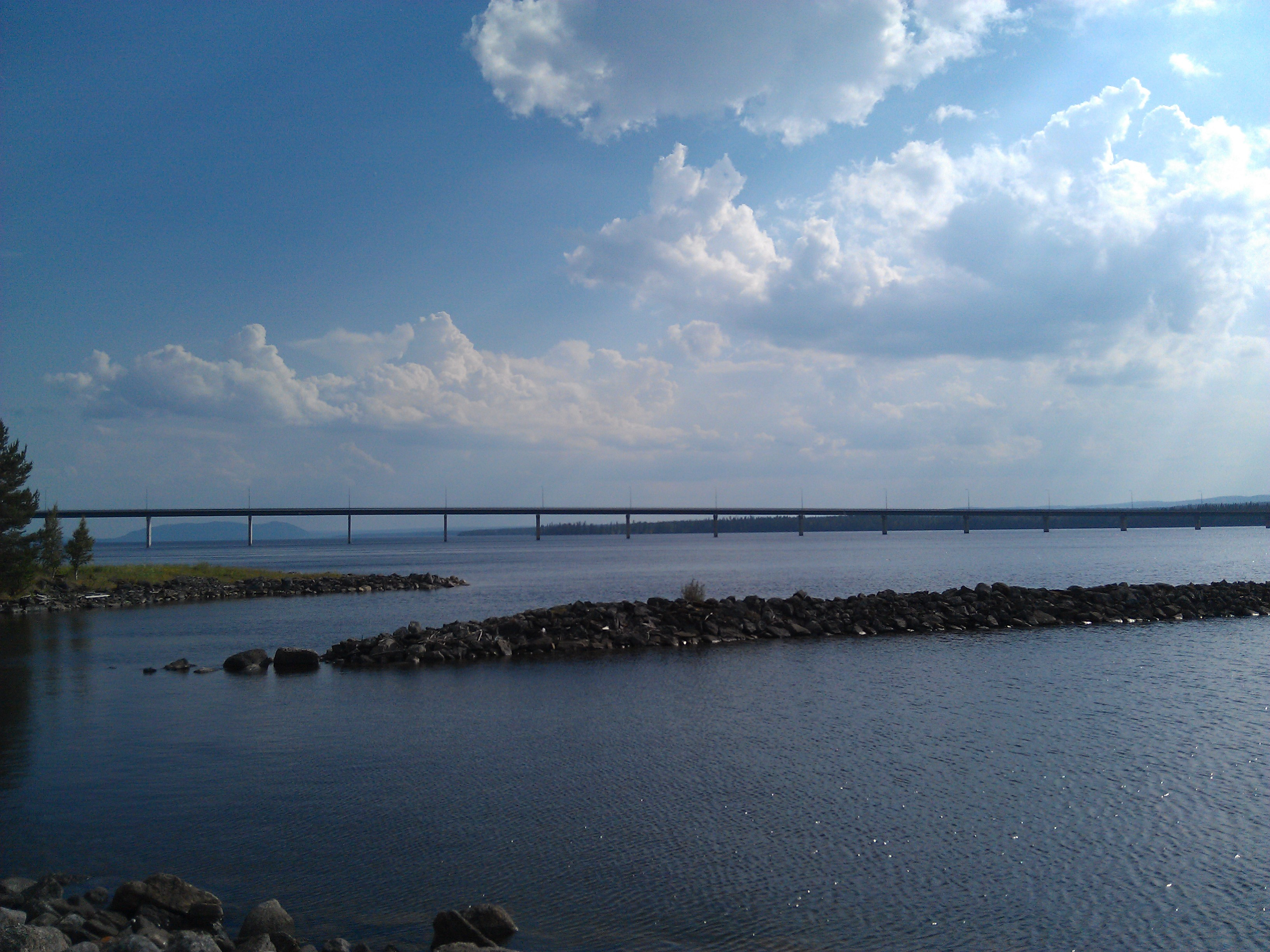
Sannsundsbron över Sannsundet.

Sannsundet är det dominerande sundet i Storsjön i Jämtland, vilket avskiljer norra delen av Storsjön, Norra Storsjöflaket från den södra delen, Södra Storsjöflaket. Sundets längd är cirka 20 km.
Över Sannsundet gick sedan gammalt flera färjeförbindelser:
- År 1981 invigdes Sannsundsbron mellan Hackås och Oviken, varvid Vägverkets färja mellan Kårgärde och Färjestaden lades ned.

- Färjeförbindelse Vällviken - Sunne (nedlagd)

- Färjeförbindelse Håkanstaleden via Norderön, längst i norr (i trafik)